# Мајк Николс
Мајк Николс (енгл. Mike Nichols; 6. новембар 1931 — 19. новембар 2014) био је амерички филмски, телевизијски, позоришни режисер, сценариста, продуцент и комичар рођен у Берлину (Немачка).
Током студија у Чикагу 1950-их, Николс је почео да се бави комедијом као члан импровизационе трупе „Compass Players“, где је упознао глумицу Елејн Меј са којом је основао комичарски дуо Николс и Меј. Средином 1960-их, Николс се окренуо режији, а његов филмски првенац Ко се боји Вирџиније Вулф? освојио је пет Оскара и донео му номинацију у категорији „Најбољи режисер“ — признање које је освојио већ наредне године својим другим филмом Дипломац. Николс је такође познат по филмовима Квака 22, Сексуално сазнање, Силквуд, Запослена девојка, Блискост, мини-серији Анђели у Америци и Тонијем награђеним представама Боси у парку, Чудан пар и Спамалот.
Један је од малобројних људи који су усвојили све четири најзначајније награде у индустрији забаве — Еми, Греми, Оскар и Тони. Такође је добитник Златног глобуса, 3 БАФТЕ и Награде Америчког филмског института за животно дело.